# Alfred Winroth
Alfred Ossian Winroth (født 14. marts 1852 i Stockholm, dødt 23. november 1914 sammesteds) var en svensk jurist.
Winroth blev student 1871, 1877 cand. jur., docent 1879 i Uppsala, 1880 ekstraordinær professor i Lund i romerret og retshistorie, 1892 ordentlig professor i civilret, 1893 Dr. jur. honoris causa i Uppsala, 1899 ekstraordinær, 1905 ordentlig professor i civilret sammesteds, 1907 ved Stockholms Højskole. Samtidig virkede han som sagfører og som dommer. Winroth hører til svensk retsvidenskabs betydeligste skikkelser, en energisk og skarp tænker, uden interesse for systematiske og erkendelsesteoretiske spørgsmål, men udpræget empirisk anlagt, med forkærlighed for rettens historie og navnlig for den for ham vigtigste retskilde, domstolenes praksis, som han på en i svensk jurisprudens enestående måde bearbejdede i sit omfattende forfatterskab.
Foruden en del tidsskriftafhandlinger og lignende skrev Winroth blandt andet Om tjänstehjonsförhållandet enligt svensk rätt, I (1878), Om arfvingarnes ansvarighet för arflåterens förbindelser (1879), Anteckningar efter professor Winroths rättshistoriska föreläsningar i straffrätt (1889), de familieretlige Ur mina föreläsningar (I 1890, II 1892), Svensk Civilrätt (I—V, 1898—1910), Strödda uppsatser (I—VIII, 1901—13, 2. oplag af I—III 1901—05) og Handbok i svensk civilrätt (I 1904, II 1911). Winroths tiltrædelsesforelæsninger Juridisk teori och praxis (1892) og Rättsväsende och juridisk utbildning fremkaldte mere modsigelse end tilslutning. Efter Winroths død udgav Kurt Lamm Köp av lös egendom (1917). Winroth var en enspændernatur. I skrifter som Svensk styrelse och byråkrati (1906) og de sidste dele af Strödda uppsatser — nogle med ret forbløffende titler — fremtrådte en ikke ringe bitterhed, sarkasme og pessimisme.